# Подольское (Красносельский район)
Подольское — село в Красносельском районе Костромской области России, является центром Подольского сельского поселения.

## География и климат
Село расположено в 42 километрах от Костромы, а также в 8 километрах от районного центра — поселка Красное-на-Волге. Климат — умеренно континентальный.

## История
Подольское с соседними деревнями в XV веке принадлежало Данилу Ивановичу Зернову, а так как он был бездетен, то после его смерти Подольким стал владеть его брат по прозвищу Годун. Именно от Годуна пошёл знаменитый род Годуновых
В XVI веке село принадлежало Годуновым. Когда Борис Годунов пал, то вотчины его родственников были конфискованы и взяты «на государя». Оно считалось приселком села Красного и управлялось из приказа Большого Дворца.
В 1797 году Павел I пожаловал Подольское тайному советнику Храповицкому. Кроме того в его владения входили деревни Кузнецово, Астафьевское, Даниловское, Ильино и т. д. Было 600 крепостных крестьян.
В 1817 году в Подольском была построена церковь Успения Пресвятой Богородицы с престолами в честь Успения Богородицы, Святителя Николая, св. Феодора Освященного. В 1859 году село и деревни было передано Н. Г. Рюмину. Его он получил в приданое за Е. Ф. Кандалинцевой, родственницей Храповицкого.
В 1930 году была закрыта церковь Успения. Позднее в ней были устроены корпуса ювелирной фабрики. Ныне здание бывшей церкви заброшено. В ней недавно случился пожар.
В наше время село является центром Подольского сельского поселения.

## Население
| 2008 | 2010 | 2014 |
| ---- | ---- | ---- |
| 872  | ↘826 | ↗846 |

## В селе родились
В Подольском родился историк и краевед Николай Васильевич Покровский (1848—1917), автор многих исторический работ, также о Костроме. Он окончил Костромскую семинарию, в здании которой сейчас КГУ им. Некрасова.